# 12511 Patil
12511 Patil è un asteroide della fascia principale. Scoperto nel 1998, presenta un'orbita caratterizzata da un semiasse maggiore pari a 2,2975013 UA e da un'eccentricità di 0,1858393, inclinata di 0,20486° rispetto all'eclittica.